# Metassamia
Genre
Metassamia est un genre d'opilions laniatores de la famille des Assamiidae.

## Distribution
Les espèces de ce genre se rencontrent en Asie du Sud et en Asie du Sud-Est.

## Liste des espèces
Selon World Catalogue of Opiliones (02/06/2021) :
- Metassamia bihemisphaerica Roewer, 1927
- Metassamia bituberculata Roewer, 1912
- Metassamia furcidens Roewer, 1935
- Metassamia nepalica Martens, 1977
- Metassamia reticulata Simon, 1888
- Metassamia septemdentata Roewer, 1923
- Metassamia soerensenii (Thorell, 1889)
- Metassamia spinifrons Roewer, 1915
- Metassamia variata Sørensen, 1932

## Publication originale
- Roewer, 1923 : Die Weberknechte der Erde. Systematische Bearbeitung der bisher bekannten Opiliones. Gustav Fischer, Jena, p. 1-1116 (texte intégral).